# L’arbore di Diana
Die Oper L’arbore di Diana (Der Baum der Diana) ist ein Gemeinschaftswerk des Venezianers Lorenzo Da Ponte (Libretto) und des Valencianers Vicente Martín y Soler (Musik). Sie schrieben sie 1787 in Wien als drittes ihrer fünf Drammi giocosi und erzielten damit ihren größten Erfolg.
Da Ponte hielt das Libretto für sein bestes: „Wollüstig, ohne lasziv zu sein, interessiert es das Publikum (…) von Anfang bis Ende.“ Es sei „ein gefälliger Stoff“, geeignet für Martíns „weiche Melodien, die alle innig mitfühlen, aber nur ganz wenige nachahmen können“. Trotzdem geriet das Werk später für lange Zeit in Vergessenheit. Dies wohl auch, weil es eine Allegorie auf ein politisches Ereignis – die Säkularisation der Klöster durch Kaiser Joseph II. – darstellt.

## MitDon Giovannientstanden
Nachdem Una cosa rara von Da Ponte und Martin 1786 in Wien Furore gemacht hatte, wünschte sich Joseph II. von seinem Theaterdichter ein weiteres Libretto.„für diesen braven Spanier“ Um seine Schaffenskraft zu beweisen, verfasste Da Ponte gleichzeitig nachts für Mozart Don Giovanni, morgens für Martín L’arbore di Diana und abends für Salieri Axur, re d’Ormus.
Den Titel von Martíns Oper sog er sich nach seinen Angaben bei einem Abendessen aus den Fingern. Der Plan der Handlung sei in der anschließenden halben Stunde entstanden, während deren er seine Tischgenossen allein gelassen habe.

## Sechzehnjährige Muse
Über die Arbeit an den drei Libretti berichtet Da Ponte in seinen Memoiren: „Ich ging an den Schreibtisch und blieb dort zwölf Stunden ohne Unterbruch.“ Wenn er mit dem Glöckchen geläutet habe, sei ein schönes Mädchen von sechzehn Jahren in sein Zimmer gekommen.

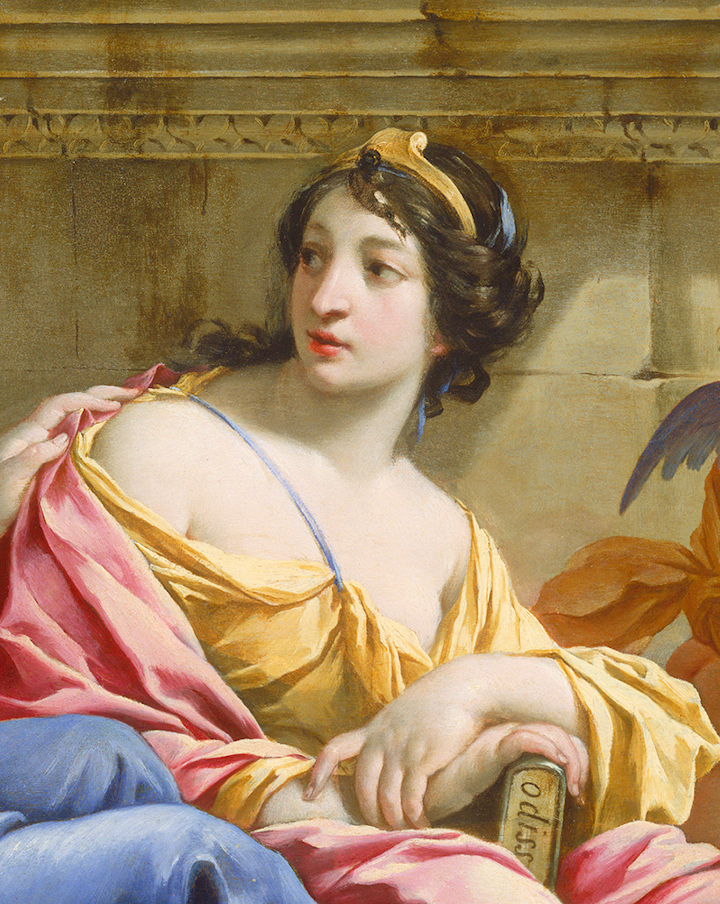
Kalliope (Vouet) – so nannte Da Ponte seine Muse.

Diese Muse habe ihm einmal ein Plätzchen gebracht, einmal eine Tasse Kaffee, einmal nichts anderes als ihr schönes Gesicht, das genau dazu geschaffen gewesen sei, „die dichterische Phantasie zu beflügeln und zu geistreichen Einfällen zu inspirieren“. Zwei Monate habe er so durchgearbeitet, und in dieser ganzen Zeit habe das Mädchen, „das ich nur wie eine Tochter hätte lieben wollen, aber …,“ im Nebenzimmer auf sein Läuten gewartet. Der damals Achtunddreißigjährige fügt bei: „Am Kaiserhof war dieses Mädchen meine Kalliope für jene drei Werke und war es dann für alle Verse, die ich im ganzen Verlauf von sechs weiteren Jahren schrieb.“

## Allegorie auf die Säkularisation der Klöster

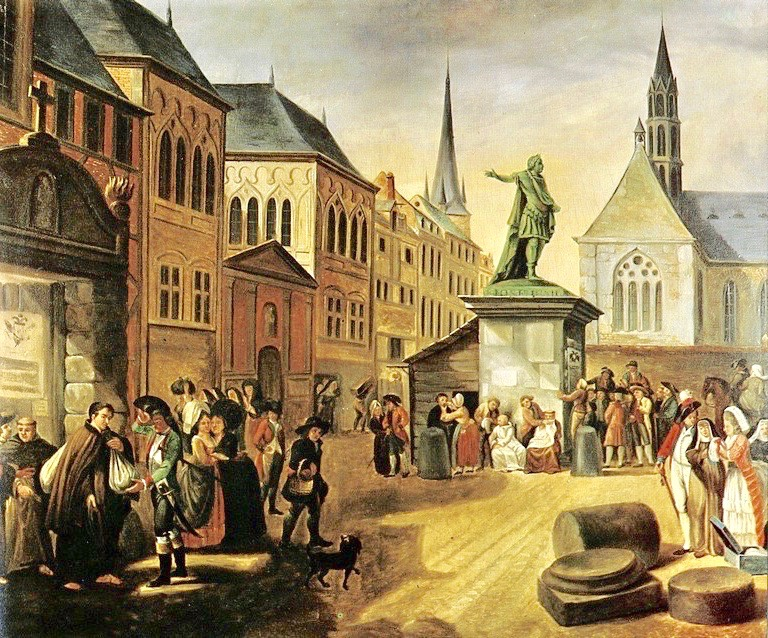
Die Säkularisation der Klöster durch Kaiser Joseph II. (Defrance).

Nach 63 Tagen seien die Libretti von Don Giovanni und L’arbore di Diana vollendet gewesen, jenes von Axur zu zwei Dritteln. Nach den Worten des Dichters sollten in Martíns Oper die Nymphen, über deren Keuschheit der titelgebende Apfelbaum wacht, an die Nonnen erinnern, denen ein „heiliges Dekret“ Josephs II. die Freiheit wiedergegeben habe, indem es „die barbarische Institution der Klöster“ aufhob. Das Publikum dürfte auch Parallelen zwischen der Sittenstrenge Dianas und jener von Josephs verstorbener Mutter Kaiserin Maria Theresia gezogen haben.
L’arbore di Diana wurde als erstes der drei gleichzeitig entstandenen Werke aufgeführt. Eine Vorpremiere fand Ende September anlässlich der Durchreise von Josephs Nichte Erzherzogin Maria Teresa im Schlosstheater Laxenburg statt. Der Kaiser schätzte offenbar die Absicht, in der Da Ponte das Libretto geschrieben hatte, ließ er diesem doch trotz seiner bekannten Sparsamkeit hundert Dukaten Sonderentschädigung nach Hause bringen.

## Handlung
Nach seinen eigenen Angaben stellte sich Da Ponte vor, „dass Diana, die sagenhafte Göttin der Keuschheit, einen Baum in ihrem Garten habe, dessen Zweige Äpfel von außerordentlicher Größe trügen“. Der Dichter fährt fort: „Wenn ihre Nymphen unter dem Baume durchgingen und in Taten und Gedanken keusch waren, begannen diese Äpfel zu erstrahlen und es erklangen aus ihnen und aus allen Zweigen Töne und Gesänge von himmlischer, sanftester Melodie; hatte sich hingegen eine von ihnen gegen die Heiligkeit jener Tugend vergangen, wurden die Früchte schwärzer als Pech, fielen ihr auf Kopf oder Rücken und bestraften sie je nach der Schwere ihres Vergehens, indem sie ihr das Gesicht entstellten oder sie zerbeulten und ihr ein Glied brachen. Weil Amor ein solches Gesetz nicht dulden kann, das seine Göttlichkeit beleidigt, geht er in Frauenkleidung in den Garten, macht den Gärtner der Göttin verliebt und lehrt ihn, wie er alle Nymphen verliebt machen kann. Damit nicht zufrieden, lässt er den schönen Endymion auftreten, in den sich schließlich Diana selbst verliebt.“ Laut Da Ponte entdeckt der Priester der Göttin beim Opfer, dass es im „Reich der Jungfräulichkeit“ Vergehen gibt, und ordnet die Probe des Baumes für die ganze klösterliche Gemeinschaft an. Um nicht bloßgestellt zu werden, lässt deren Vorsteherin darauf jene wundertätige Pflanze umhauen, und der in einer Wolke von Licht erscheinende Liebesgott befiehlt, dass sich Dianas Garten in Amors Schloss verwandeln solle.

### 1. Akt

#### Ummauerter Garten mit Apfelbaum, im Hintergrund Gewässer

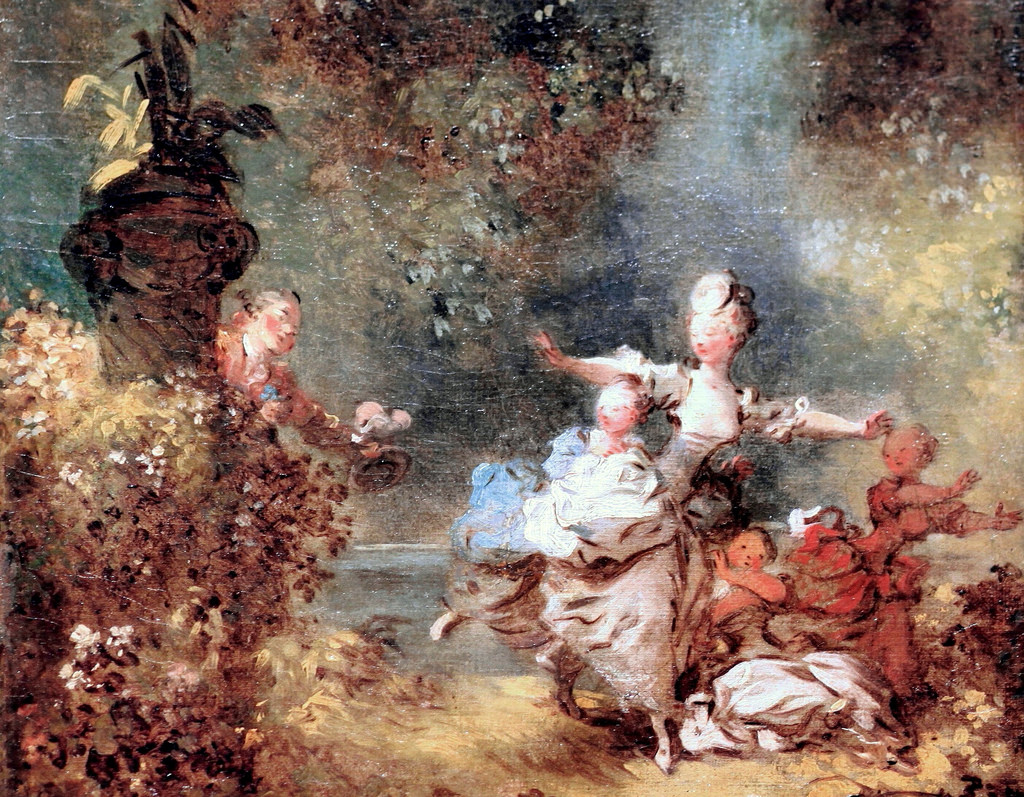
Die Verfolgung (Fragonard).

Szene 1: Britomarte, Clizia und Cloe lösen dem schlafenden Doristo, der als Gefangener auf einem Sofa liegt, die Fesseln.
Szene 2: Als ihn Amore weckt, will Doristo von den Äpfeln des Baumes essen, wird aber vom Liebesgott daran gehindert. Dieser offenbart ihm seine Identität und dass er ihn zum Werkzeug seiner Rache an Diana bestimmt habe. Von dieser sei Doristo auf diese Insel entführt worden, um hier in lebenslanger Keuschheit den Baum zu bewachen.
Auch über dessen Funktion wird der Naturbursche aufgeklärt, worauf er empört ausruft:
„Oh, la Signora Cintia è certo matta!

Saprò l’arbor tagliar, saprò sedurre

Tutte le loro donne, dar foco a lei,

All’isola, al giardin …“
„Oh, Frau Cintia ist sicher verrückt!

Ich werde den Baum zu fällen wissen,

Alle ihre Frauen zu verführen,

Sie, die Insel, den Garten zu verbrennen …“

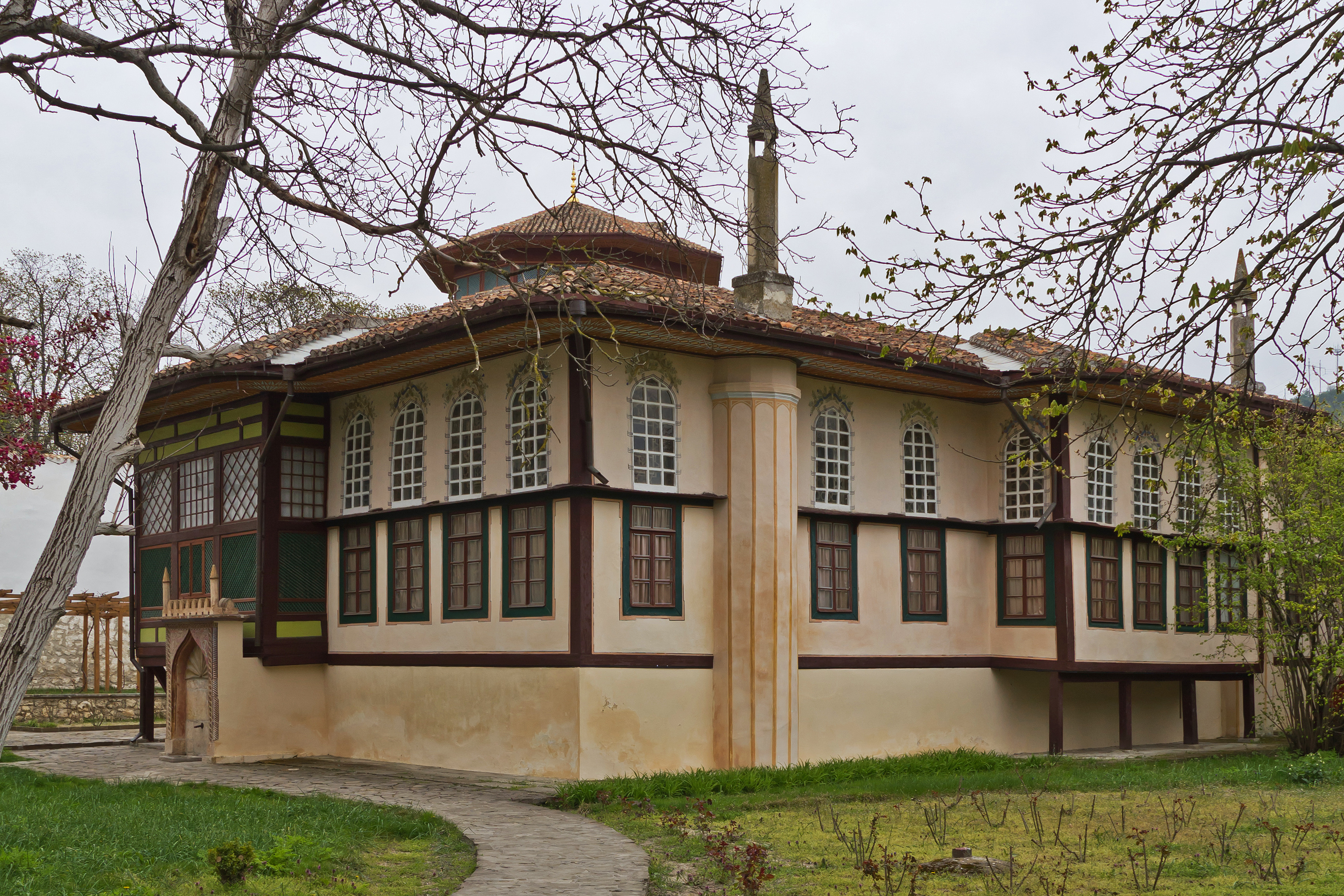
Harem in Bachtschyssaraj (Krim).

Zum Schutz vor dem Baum erhält Doristo von Amore einen magischen Ring.
Szene 3: In Barken treffen Diana und deren Nymphen ein. Sie feiern ihre – vermeintliche – Immunität gegen die Liebe. Doristo aber lässt sich auch durch einen Zauber nicht immunisieren. Stattdessen verfolgt dieser Nachfahr der Faune und von Boccaccios Gärtner im Nonnenkloster die Nymphen, indem er ihnen seine Liebe beteuert. Als ihn Diana deswegen abkanzelt, erklärt er treuherzig, ihnen allen gegenüber feste Absichten zu haben:
„Marito generico

Sarò, se volete;

Il cor mi darete,

Il cor vi darò.

Gran tempo è che bramo

Di donne un serraglio,

E qui, se non sbaglio,

Trovato me l'ho.“
„Ehemann von allen

Werde ich, wenn ihr wollt;

Ihr werdet mir euer Herz schenken,

Und ich euch das meine.

Seit langem wünsche ich mir

Ein Serail voller Frauen,

Und hier, wenn ich nicht irre,

Habe ich es gefunden.“
Zur Strafe verwandelt Diana Doristo in eine Pflanze.
Szene 4: Weil Endimione einen Hund getötet hat, der dessen Besitzer Silvio Glück in der Liebe brachte, will dieser ihn umbringen. Er wird aber von Amore, der die Gestalt einer Schäferin angenommen hat, daran gehindert. Der Liebesgott verspricht, das Tier wieder zu beleben, wenn Silvio den Baum ritze, in den Diana Doristo verwandelt hat. Als dies geschieht, gibt sich die Pflanze als Mensch zu erkennen. Amore macht durch einen weiteren Schnitt die Verwandlung rückgängig. Nachdem Doristo sein Schicksal erzählt hat, wollen die Jünglinge mit einer Barke fliehen, doch entfernt sich diese von selbst. Amore lacht die drei aus.
Szene 5: Während Diana ihr Bad nimmt, schlägt Britomarte (an der Uraufführung die ausdrucksvolle Französin Maria Mandini) ihren zögernden Gefährtinnen und den Jünglingen ein Schäferstündchen zu sechst vor, mit der Begründung:
„Son tenera e fresca,

Ho spirito e brio.

Provar voglio anch’io

Di far all’amor.“
„Ich bin zärtlich und frisch,

Habe Geist und Feuer.

Auch ich will die Freuden

Der Liebe erleben.“
Zu ihrem Liebhaber wählt Britomarte Silvio (weil Brünette am treuesten seien).

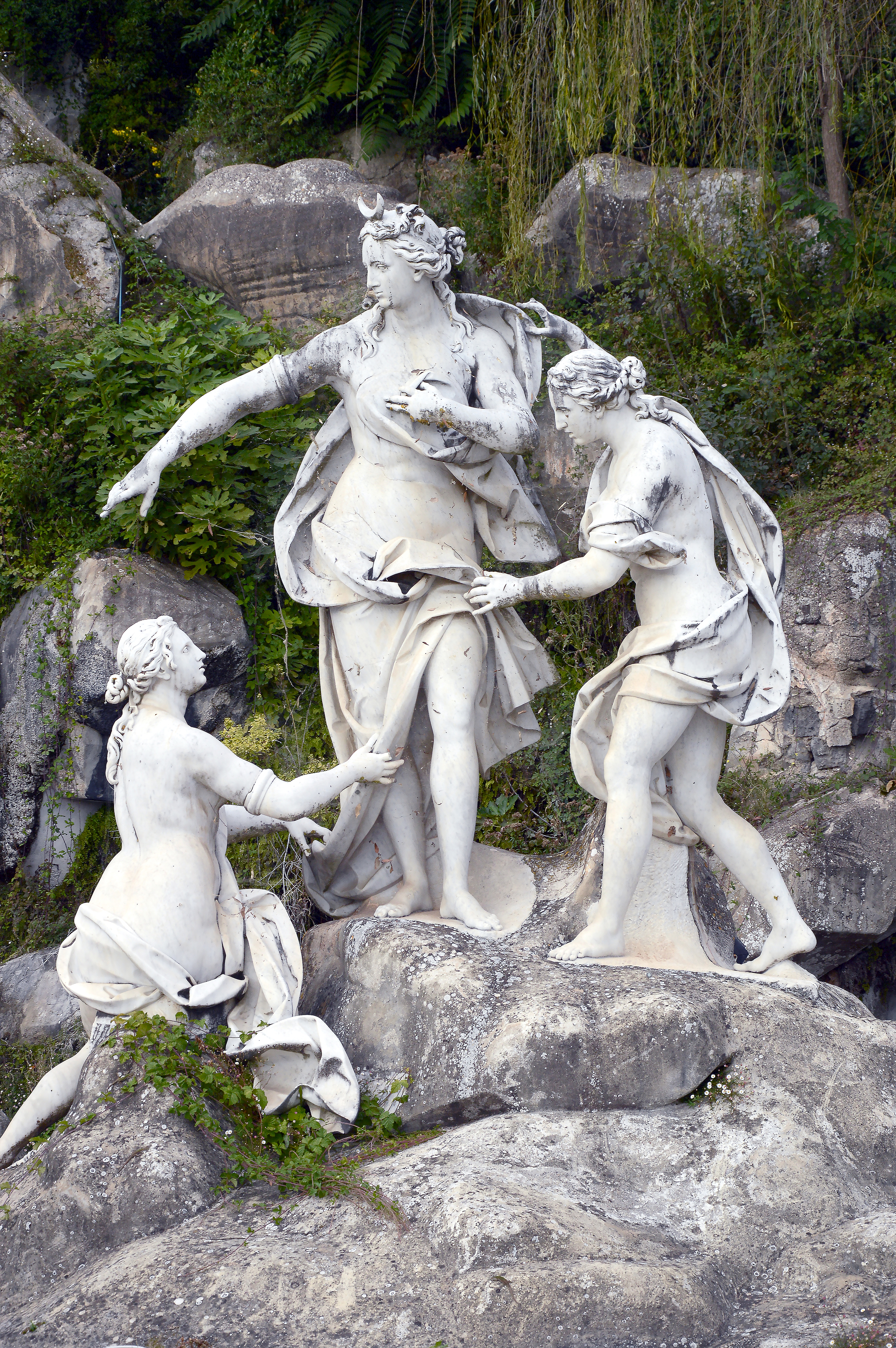
Diana mit Nymphen (Schlosspark, Caserta).

Szene 6: Als Amore warnt, dass sich Diana nähere, versteckt Britomarte die Jünglinge in einer Grotte.
Szene 7: Amore, der sich als Sendbotin seiner selbst ausgibt, fordert Diana auf, sich ihm zu unterwerfen, den Baum zu fällen und den Nymphen die Liebe zu gestatten. Die erzürnte Göttin nennt die Liebe einen schrecklichen Tyrannen. Amore hingegen preist deren Freuden. Er hinterbringt Diana, dass ihr die Nymphen untreu seien, und führt sie zu der Grotte.
Szene 8: Die Entdeckten sind vor Angst gelähmt. Amore kündigt seine Rache an. Diana aber bäumt sich in der Arie „Sento che dea son io“ („Ich fühle meine Göttlichkeit“) nochmals gegen die drohende Niederlage auf.
Szene 9: Amore fragt die Schäfer, ob ihnen die Göttin gefalle. Als alle bejahen und Silvio die Schönheit Dianas besingt, gibt er Letzterem und Endimione je einen Pfeil: Wer die Personifikation der Keuschheit damit verwunde, werde ihre Liebe genießen.
Szene 10: Dem leer ausgegangenen Doristo eröffnet der androgyne Gott, ihn habe er für sich selbst (wie sich zeigen wird, als Priester) ausgewählt. Die beiden singen das erotische Duett „Occhietto furbetto“ („Schalkhaftes Äuglein“) – wohl eine Anspielung auf die Homosexualität vieler Geistlicher.
Szene 11: Doristo will erneut einen Apfel essen. Da stürzen Diana und ihre Nymphen mit Bogen bewaffnet herbei, um die Eindringlinge und den ungehorsamen Wächter zu bestrafen.
Szene 12: Amore schützt Doristo mit einem Rosenschild und fordert die Angreiferinnen heraus, auf ihn selber zu schießen, was die Nymphen erstarren und Diana zurückweichen lässt.
Szene 13: Silvio schreckt davor zurück, Diana mit dem Pfeil zu verwunden, den er von Amore erhalten hat.
Szene 14: Endimione dagegen trifft die Göttin ins Herz. Diese schwört Rache.

### 2. Akt

#### Tempel der Diana

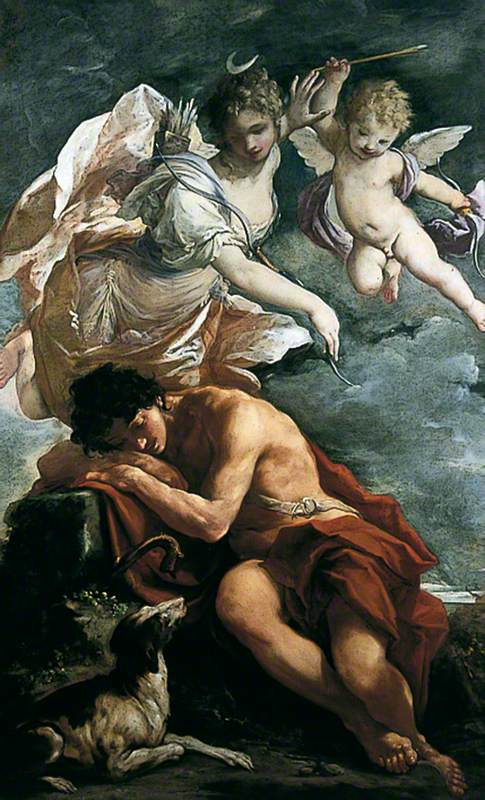
Diana und Endymion (Burrini).

Szene 1: Britomarte befreit (und küsst) die drei Jünglinge. Diese wollen nun schleunig „diese schreckliche und grausame Insel“ verlassen, „wo die Liebe Schuld ist“. Dies, obwohl Doristo nicht glauben kann, „dass es auf dieser Welt eine Frau gibt, die nicht nur schamhaft, sondern den Liebenden und der Liebe feind ist“.
Szene 2: Diana verfolgt Britomarte und befiehlt anderen Nymphen, die Ungehorsamen zu bestrafen. Als aber die Männer um Gnade bitten, spürt sie erstaunt, dass ihr Herz weich wird.
Szene 3: Die Jünglinge werden bewegungsunfähig, bis Amore sie aus ihrer Erstarrung erlöst. Gemäß seinen Instruktionen bleibt Endimione zurück, während Britomarte – der Sprache beraubt – mit Silvio und Doristo zum Brunnen der Diana geht.
Szene 4: Diana verkündigt Endimione, er habe stellvertretend für die andern zu sterben. Er entgegnet, schon ihre Schönheit und Unerbittlichkeit töte ihn. Danach ist die Göttin außerstande, auf ihn zu schießen. Auch Clizia vermag das Urteil nicht zu vollstrecken. Ihre Herrin will sich darum beim Priester ihres Kultes Rat holen.
Szene 5: Amore erklärt, nicht nur Diana bestrafen, sondern auch sich und die übrigen Götter amüsieren zu wollen.

#### Wäldchen
Szene 6: Clizia und Cloe bereuen ihren Ungehorsam und beschließen, Endimione zu töten. Doch Silvio erscheint zu dessen Verteidigung, worauf die Nymphen fliehen. Die beiden Männer wollen sich in Sicherheit bringen, werden aber von Amore mit Echoeffekten verwirrt. Dann erbarmt er sich ihrer und verheißt ihnen eine glückliche Zukunft.

#### Brunnenhaus, Grotte
Szene 7: Begeistert von der Vorstellung, mit einer stummen Frau verheiratet zu sein, umwirbt Doristo Britomarte. In der Folge ohrfeigt der hinzutretende Amore seinen ungetreuen „Bräutigam“.
Szene 8: Der Liebesgott gibt Britomarte die Sprache zurück.
Szene 9: Diana nimmt vor ihrem Gang zum Tempel ein Bad. Währenddessen verändert Amore die am Brunnen angebrachte Inschrift „Cintia herrscht hier“ in „Hier herrscht Amore“. Mit den Nymphen und den Schäfern feiert er seinen bevorstehenden Triumph. Der schlafende Endimione bleibt allein zurück. Als Diana nach dem Bad ihren Mantel holt, fällt ihr Blick auf den schönen Schäfer. Als sie ihn weckt, glaubt er zu träumen. Die beiden besingen ihre Liebe.
Szene 10: Silvio beschuldigt Amore, ihn um den Sieg über seinen Rivalen gebracht zu haben.
Szene 11: Der Liebesgott verwandelt ihn in den alten Priester Alcindo.
Szene 12: Doristo wird von Britomarte, Clizia und Cloe verfolgt, die ihn an sein Heiratsversprechen erinnern. Als er sich für keine von ihnen entscheiden will, drohen sie ihn umzubringen; doch Amore befreit ihn.
Szene 13: Diana und Endimione erfreuen sich ihrer Liebe.
Szene 14: Plötzlich vernehmen sie die Stimme des „Priesters“. Schweren Herzens heißt die Göttin den Geliebten weggehen. In der Gestalt Alcindos nimmt ihr Silvio die Beichte ab. Unter dem Vorwand, Endimiones Tugendhaftigkeit sei zweifelhaft, befiehlt er Diana, die Nymphen unter dem heiligen Baum zu versammeln.
Szene 15: Amore feiert mit den Nymphen seinen Triumph.
Szene 16: Endimione ist verzweifelt über das Verschwinden seiner Geliebten. Alle begeben sich zum Baum.

#### Bühnenbild des 1. Aktes, dann Schloss Amores

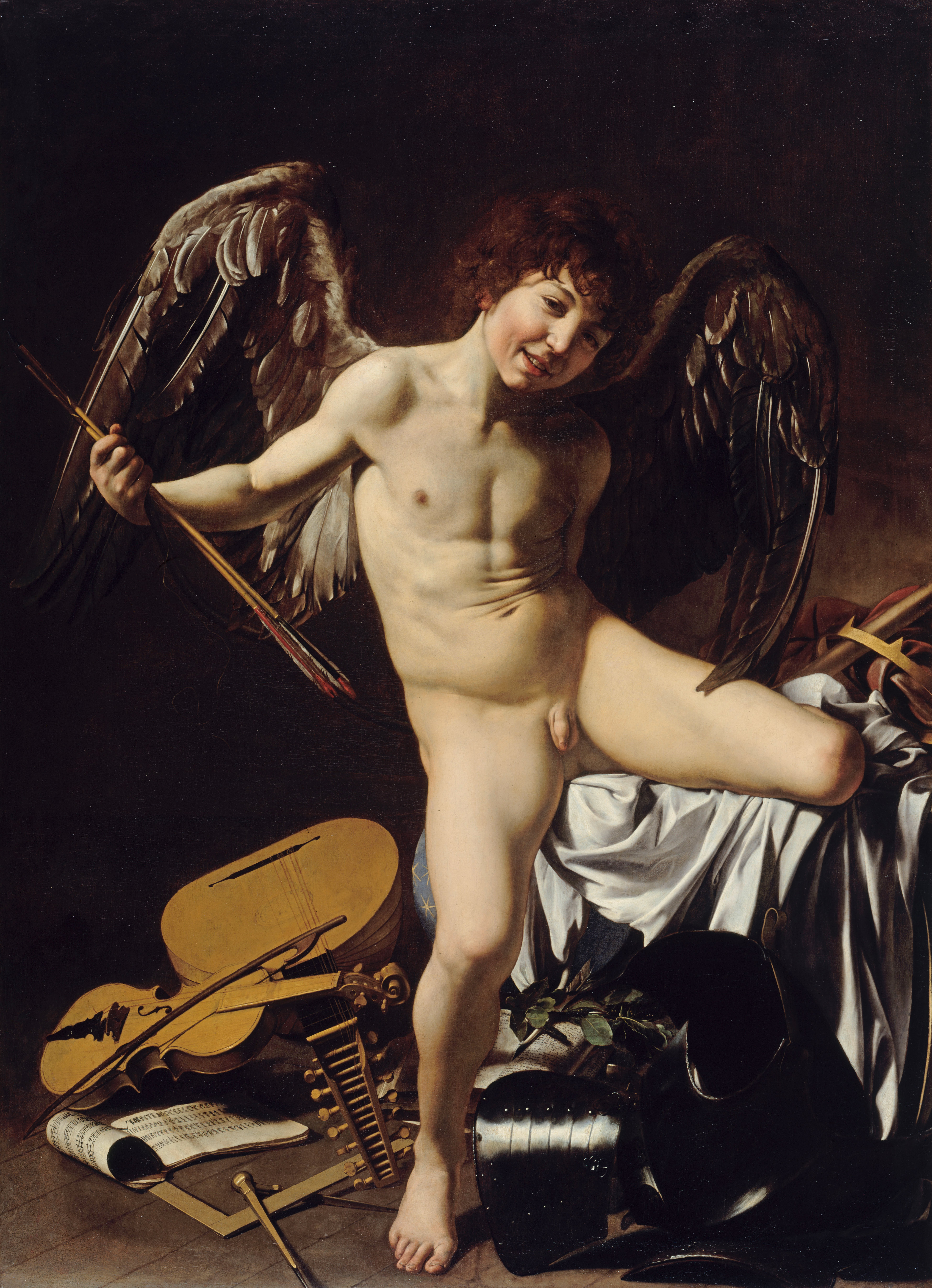
Amor als Sieger (Caravaggio).

Szene 17: Der „Priester“ lässt das Los ziehen, und dieses bestimmt, dass Diana als erste unter dem Baum durchgehen muss. Die Göttin verliert die Fassung und verrät so den andern, dass sie ihr unmenschliches Gesetz selbst übertreten hat. Ein Sturm erhebt sich, die Erde bebt. Diana ruft nach Rache, dann nach Gnade. Ihr Garten verschwindet.
An seiner Stelle erscheinen das Schloss Amores und dieser selbst auf einem Triumphwagen. Er verkündigt die Auflösung der amourösen Verwicklungen: Der polygam veranlagte Doristo soll als Wächter des Schlosses mit Britomarte, Clizia und Cleo zusammenleben, Silvio Priester der Liebe werden und Diana sich mit Endimione verbinden. Amore überlässt den Schauplatz dem Hochzeitsgott Imeneo. Diana gibt ihre Niederlage zu:
„Dio possente, è tua la palma;

A te resa è serva ogni alma,

A te suddito ogni cor.“
„Mächtiger Gott, dein ist die Palme;

Dir ist gefügige Sklavin jede Seele,

Dir untertan jedes Herz.“
Alle Übrigen stimmen ein.

## Erfolg
Mit 65 Aufführungen in fünf Jahren war L’arbore di Diana Da Pontes und Martíns größter Erfolg am Burgtheater. Es folgten über 40 Inszenierungen von Madrid bis Moskau, von Mailand bis London und Übersetzungen ins Deutsche, Französische, Polnische und Russische.

## Einfluss auf Opern Mozarts
L’arbore di Diana ist als Modell für Così fan tutte von Da Ponte und Mozart (1790) bezeichnet worden. In der Zauberflöte von Schikaneder und Mozart (1791) erinnert die Königin der Nacht mit ihren Damen an Diana mit ihren Nymphen, Papageno an Doristo, seine Bestrafung mit Stummheit an Britomarte und der Angriff der Obskuranten auf den Tempel der Weisheit an jenen Amores auf die Insel der Diana.

## Diskografie

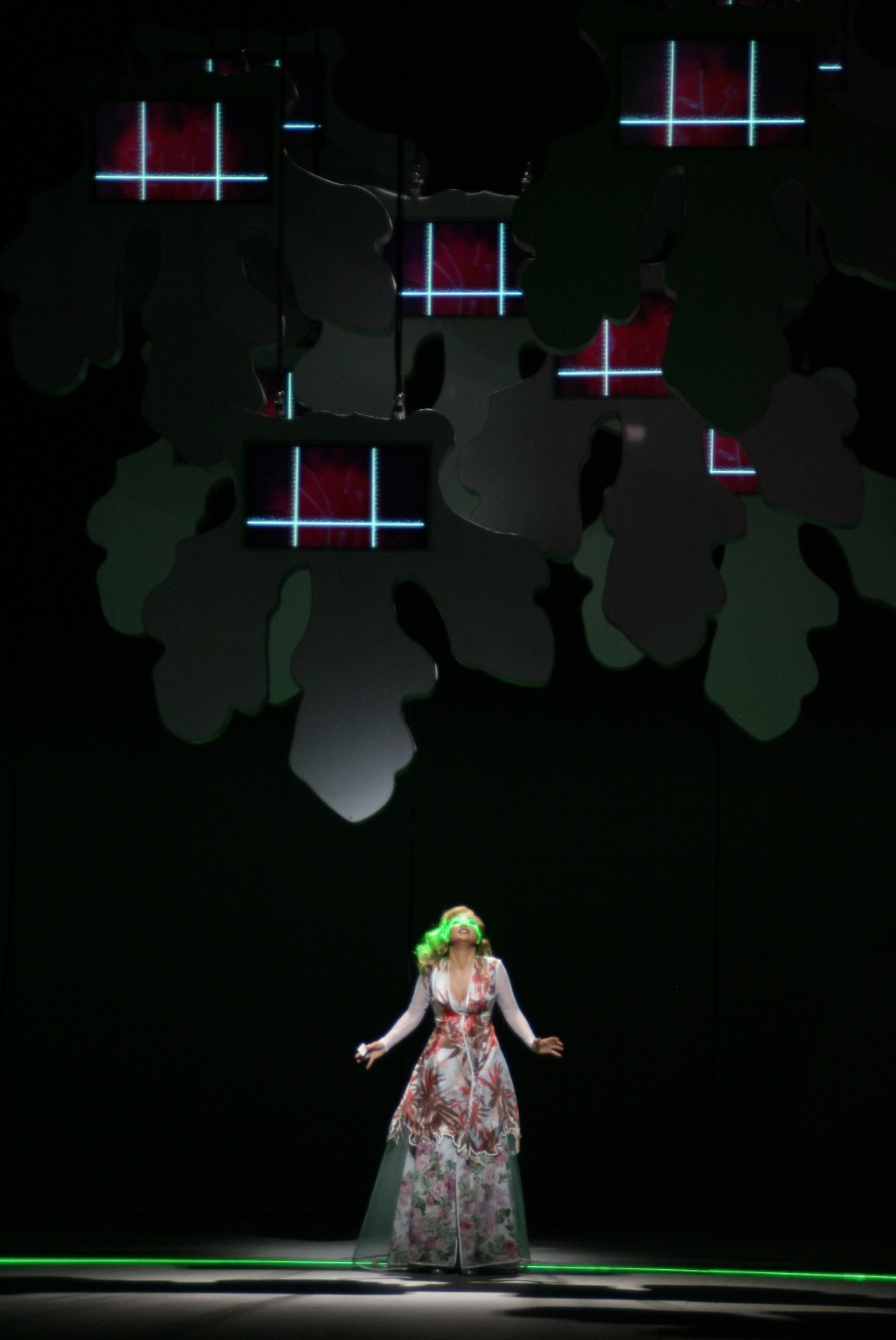
Diana, Gran Teatre del Liceu, Barcelona, 2009 (Foto Ariane Unfried).

- Gran Teatre del Liceu, Barcelona, Harry Bicket. Dynamic, CD und DVD (2009). Libretto mit Übersetzung ins Englische (Digitalisat).
- Harmoniemusik. Els sonadors, Johann Went. Institut Valencià de la Música (2008).